# Will Barta
William Barta (født 4. januar 1996 i Boise) er en cykelrytter fra USA, der kører for Movistar Team.
Den 4. februar 2024 kom hans første professionelle sejr, da han vandt 5. etape af Volta a la Comunitat Valenciana.